# Shorea gratissima
Shorea gratissima är en tvåhjärtbladig växtart som först beskrevs av Nathaniel Wallich och Wilhelm Sulpiz Kurz, och fick sitt nu gällande namn av William Turner Thiselton Dyer. Shorea gratissima ingår i släktet Shorea och familjen Dipterocarpaceae. Inga underarter finns listade i Catalogue of Life.